# Bassin du Dniepr
Le bassin du Dniepr est le bassin versant du fleuve Dniepr/Dnipro, en Russie, Biélorussie et Ukraine.

## Présentation
Son bassin versant couvre une surface de 504 000 km², dont 289 000 situés en Ukraine. Il arrose successivement en partant de sa source les villes de Smolensk en Russie, de Orcha et Mahiliow en Biélorussie, de Kiev, Tcherkassy, Krementchouk, Dnipro, Zaporijjia, Nikopol et Kherson en Ukraine, pour ne citer que les plus importantes d'entre elles. Deux de ses affluents sont tragiquement connus : La rivière Bérézina, dont le nom est devenu synonyme de déroute dans le langage courant en langue française et la rivière Pripiat sur laquelle est située la centrale nucléaire de Tchernobyl qui a rejeté des radioisotopes dans l'eau de la rivière. Mais son principal affluent est la Desna. Il est relié à la rivière Boug par l'intermédiaire d'un canal.
Avant les grands travaux d'aménagement dont il a fait l'objet durant l'ère soviétique, son cours était entre Dnipro et Zaporijjia rapide et embarrassé par des blocs de granite et des bancs de craie qui donnaient naissance à plusieurs cataractes. Le Dniepr/Dnipro n'avait au XIXe siècle qu'un pont, celui de Kiev ; encore s'enlevait-il l'hiver. Ses eaux sont jugées à la même époque par le Dictionnaire Bouillet très poissonneuses.

## Affluents
- Drout (D)
  - Vabič
- Bérézina (D)
- Soj (G)
  - La Pronia, en rive droite
  - L'Ostior, en rive gauche
  - Le Besed, qui conflue en rive gauche, 20 kilomètres en amont de la ville de Gomel.
- Pripiat (D)
  - La Pina (rive gauche) qui conflue à Pinsk
  - Le Horyn (rive droite)
    - Oustia (Ukraine) (G)
    - Sloutch (D)

  - Le Styr (rive droite), né dans la région de Loutsk en Ukraine
  - la Iasselda (rive gauche 242 km, qui conflue à une vingtaine de kilomètres à l'est de la ville de Pinsk
- Teteriv (D)
- Irpine (D)
- Desna (G)
  - Bolva, (G)
  - Seïm, (G)
    - Svapa

  - Oster (G)
  - Soudost, (D)
  - Snov (D)
- Stouhna (D)
- Troubij (G)
- Ros (D)
- Tiasmyn (D)
- Soula (G)
  - Tern (Терн), (D)
  - Romen (Ромен), (D)
  - Lokhvytsia (Лохвиця), (D)
  - Oudaï (Удай) (D)
  - Slipopid (Сліпорід), (G)
  - Orjytsia (Оржиця), (G)
  - Bodakva (Бодаква), (G)
- Psel (G)
  - Soudja, (D)
  - Groun (D)
  - Khorol (D)
  - Pena (G)
  - Groun-Tachan (G)
  - Goltva (G)
- Vorskla (G)
- Samara (G)
  - Vovotcha
  - Byk
- Konka (G)
- Bilozerka (G)
- Bazavlouk (D)
  - la Kamianka (Кам'янка), à droite
  - la Solona (Солона), à gauche

- Inhoulets (D)
  - Saksahan
  - Vyssoun